# برایتنباخ (راینلاند-فالتس)
برایتنباخ (به آلمانی: Breitenbach) یک شهر در آلمان است که در Waldmohr واقع شده‌است.